# Lyttana
Lyttana là một chi bọ cánh cứng trong họ Meloidae.
Chi này được miêu tả khoa học năm 1997 bởi Pinto & Bologna.

## Các loài
Chi này gồm các loài:
- Lyttana priapica Pinto & Bologna, 1997